# Тарасов, Анатолий Владимирович
Анато́лий Влади́мирович Тара́сов (10 декабря 1918, Москва — 23 июня 1995, Москва) — советский хоккеист, футболист и тренер по этим видам спорта. Заслуженный мастер спорта СССР (1949), заслуженный тренер СССР (1956; лишён звания в 1969, восстановлен в нём в том же году). Кандидат педагогических наук (1971), полковник.
Согласно «Британской энциклопедии», Тарасов — «отец русского хоккея», сделавший СССР «доминирующей силой в международных соревнованиях». Тандем Аркадий Чернышёв (старший тренер сборной СССР) и Анатолий Тарасов установил непревзойдённый рекорд — в течение 9 лет подряд (1963—1971) сборная СССР по хоккею под их руководством становилась чемпионом во всех международных турнирах.
Отец тренера по фигурному катанию, заслуженного тренера СССР Татьяны Тарасовой.

## Биография
Родился 10 декабря 1918 года в Москве. Анатолию было около 10 лет, когда отец покинул семью. Мать, Екатерина Харитоновна, работала швеёй-мотористкой. Был старшим мужчиной в доме, воспитывал младшего брата Юрия.
Тарасовы жили недалеко от строящегося спортивного комплекса «Динамо», и братья записались в спортивную хоккейную школу «Юный динамовец». Обладая честолюбивым характером, Анатолий быстро стал лидером и капитаном юношеской команды «Динамо» по хоккею с мячом, а затем — сборной Москвы.
В 1937 году Анатолий Тарасов поступил учиться в Высшую школу тренеров при Московском институте физкультуры. При этом пытался сразу же претворить в жизнь полученные знания. В 1938 году параллельно с учёбой начал тренировать свою первую команду — рабочую команду г. Загорска.
В 1939 году окончил школу тренеров и уехал играть за одесское «Динамо». Был игроком атаки. Команда заняла последнее место в чемпионате СССР, и по окончании сезона Тарасов возвратился в Москву, получив приглашение от команды «Крылья Советов». Предполагал выступать за эту команду как в хоккее с мячом, так и в футболе, но в феврале 1940 года Тарасов был призван на военную службу; вскоре был переведён в футбольную команду ЦДКА. В сезоне 1940 года команда заняла 4-е место, чемпионат 1941 года доигран не был в связи с началом Великой Отечественной войны.
В годы Великой Отечественной войны находился на охране объектов в Москве; в конце 1941 года — непродолжительная эвакуация в Арзамас.
В 1942 году прошёл обучение на краткосрочных офицерских курсах. После этого обучал красноармейцев рукопашному бою, стрелковому делу и прочим видам боевой подготовки.
В 1946 году был рекомендован армейским футбольным тренером Б. Аркадьевым в наставники в футбольный клуб Военно-воздушных сил Московского военного округа. Позже, с образованием хоккейной команды ВВС, Тарасов возглавил и её; был играющим тренером. С 1947 года — играющий тренер хоккейного клуба ЦДКА. Был также и игроком команды до 1953 года. В 1948—1950 годах вместе с клубом становился чемпионом СССР по хоккею с шайбой. Провёл 100 матчей, забросил 106 шайб.
В 1950 году родной брат Юрий погиб в авиакатастрофе в Свердловске.
Закончив играть, продолжал оставаться старшим тренером ЦДКА — ЦДСА — ЦСК МО — ЦСКА (вплоть по 1974 год с небольшими перерывами в январе—ноябре 1961 года и июне—ноябре 1970 года). На этом посту выиграл звания:
- чемпиона СССР (1948—1950, 1955—1956, 1958—1960, 1963—1966, 1968, 1970—1973);
- второго призёра чемпионатов СССР (1952—1954, 1957, 1967, 1969 и 1974);
- третьего призёра чемпионата СССР (1962);
- обладателя Кубка СССР (1954—1956, 1966—1969, 1973);
- финалиста розыгрыша Кубка СССР (1953).

В 1953 и 1957—1961 — старший тренер сборной СССР по хоккею с шайбой. В 1962—1972 — второй тренер сборной СССР (старший тренер — Аркадий Чернышёв).
После Олимпийских игр 1972 года в Саппоро подал в отставку с поста тренера сборной.
Под руководством Тарасова как старшего тренера сборная СССР становилась:
- третьим призёром ЗОИ (ЧМ) (1960);
- вторым призёром ЧМ (1958, 1959);
- чемпионом Европы (1958—1960).

Старший тренер Аркадий Чернышёв и второй тренер А. В. Тарасов привели сборную команду СССР по хоккею с шайбой к победе на следующих соревнованиях:
- зимние Олимпийские игры (1964, 1968, 1972);
- чемпионаты мира по хоккею с шайбой (1963—1971);
- чемпионаты Европы по хоккею (1963—1970).

В 1975 году возглавил в качестве тренера команду ЦСКА по футболу, с которой занял 13-е место в Высшей лиге, после чего был уволен.
Основал юношеский турнир «Золотая шайба».
В 1974 году введён в Зал хоккейной славы в Торонто. В 1997 году в числе первых введён в Зал хоккейной славы Международной федерации хоккея (IIHF).
Лауреат международной премии Уэйна Гретцки, вручаемой Залом хоккейной славы НХЛ людям, которые внесли выдающийся вклад в развитие хоккея.
Именем Тарасова назван один из дивизионов Континентальной хоккейной лиги. Имя «Анатолий Тарасов» носит буксир Северного флота ВМФ России.
Автор книги «Хоккей. Родоначальники и новички», изданной посмертно в 2015 году.
С 1949 года проживал в так называемом «Генеральском доме» по адресу Ленинградский проспект, дом № 75. Организовал во дворе дома хоккейную коробку и до старости проводил на ней время с местными мальчишками.
Cкончался в Москве 23 июня 1995 года на 77-м году жизни. Похоронен на Ваганьковском кладбище.

## Семья
Супруга (1940—1995) — Нина Григорьевна Тарасова (1918—2010). Похоронена рядом с супругом на Ваганьковском кладбище.
Дочь — Галина Тарасова (1941—2009), педагог. Похоронена рядом с отцом на Ваганьковском кладбище.
Дочь — Татьяна Тарасова (р. 1947) — тренер по фигурному катанию.

## Награды
- орден Октябрьской Революции (1983),
- два ордена Трудового Красного Знамени (27.04.1957 — «за успехи, достигнутые в деле развития массового физкультурного движения в стране, повышения мастерства советских спортсменов, и успешное выступление на международных соревнованиях»; 03.03.1972),
- орден Красной Звезды,
- два ордена «Знак Почёта» (30.03.1965; 24.07.1968),
- орден «За службу Родине в Вооружённых Силах СССР» III степени[13]
- Медаль «За боевые заслуги»,
- другие медали СССР и Российской Федерации.

## Память

Памятник на Ваганьковском кладбище

- Мемориальная доска на доме по адресу Москва, Ленинградский проспект, 75.
- С 2015 года имя «Анатолий Тарасов» носит буксир Краснознамённого Северного флота ВМФ России[14];
- Имя Анатолия Тарасова носит борт RA-73772 (бывший VP-BLN) «Аэрофлота» модели Airbus A320-214[15].
- 10 декабря 2018 года, в день 100-летия тренера, памятник Анатолию Тарасову открыт на площадке перед Ледовым спортивным комплексом ЦСКА имени В. М. Боброва в Москве[16].
- 10 декабря 2019 года, в день 101-летия со дня рождения Google создал памятный интерфейс, на котором изображён Анатолий Тарасов в роли тренера сборной СССР[17][18][19][20][21].
- С 2017 года дворец спорта «Мегаспорт» носит имя Анатолия Тарасова[22].

## В кинематографе
- 2007 — «Валерий Харламов. Дополнительное время». Режиссёр Юрий Стааль (Королёв), в роли Анатолия Тарасова — Владимир Стержаков
- 2012 — «Хоккейные игры». Режиссёр Ксения Кондрашина, в роли Анатолия Тарасова — Сергей Газаров и Михаил Филиппов (Анатолий Тарасов в молодости)
- 2013 — «Легенда № 17». Режиссёр Николай Лебедев, в роли Анатолия Тарасова — Олег Меньшиков
- 2014 — «Слава». Режиссёр Антон Азаров, в роли Анатолия Тарасова — Валерий Баринов

## Документальные фильмы
- 1991 — Хоккей Анатолия Тарасова (Фильм 1: Дилетанты. Фильм 2: Любители. Фильм 3: Профессия); творческое объединение «Экран», 1992 — режиссёр Эмиль Мухин
- 1997 — Звёзды российского спорта (Фильм 1: Тренер Анатолий Тарасов. Фильм 2: Детский хоккей Тарасова)
- 2018 — Анатолий Тарасов. Век хоккея
- 2018 — Повелитель «Красной машины»